# Цикл мочевины
Цикл мочевины или орнитиновый цикл (также известный как цикл Кребса — Гензелейта) — последовательность биохимических реакций млекопитающих и некоторых рыб, в результате которой азотсодержащие продукты распада преобразуются в орнитин и мочевину, которая в свою очередь выделяется почками. В большинстве случаев таким образом происходит превращение аммиака. У птиц и рептилий конечным продуктом выделения является не мочевина, а мочевая кислота. Земноводные и большинство рыб не преобразуют аммиак в другие соединения, поскольку вследствие постоянного контакта с водой происходит быстрый вывод аммиака из организма через жабры или поверхность кожи в результате осмоса. Впервые описан Хансом Кребсом в 1932 году.

## Биологическое значение
Необходимость в данном цикле реакций возникает вследствие того, что высокие концентрации аммиака, образующиеся в больших количествах в результате деградации нуклеотидов, оказывают угнетающее воздействие на нейроны. Мочевина же, являясь нейтральным соединением с небольшими размерами и высокой растворяемостью в физиологических жидкостях, способна легко проникать через биологические мембраны, легко переносится кровью и выделяется с мочой.

## Локализация
Реакции цикла мочевины локализованы исключительно в клетках печени и протекают частью в митохондриях, а частью в цитозоле, в результате чего возникает необходимость в переносчиках.

## Ход протекания реакций

### Реакции в митохондрии
- Непосредственно перед циклом происходит образование карбамоилфосфата из аммиака, воды и углекислого газа при участии фермента карбамоилфосфат-синтетазы (на схеме не показано). Данная реакция происходит с затратой энергии двух молекул АТФ и образованием двух молекул АДФ.
- При участии орнитин-карбамоил-трансферазы (орнитинтранскарбамилазы) остаток карбамоилфосфата присоединяется к молекуле орнитина, что приводит к образованию молекулы цитруллина, которая переносится в цитозоль.

### Реакции в цитоплазме
- В цитоплазме цитруллин с аспарагиновой кислотой при участии фермента аргининосукцинат-синтетазы образует совместно аргининосукцинат. В ходе данной реакции расходуется энергия превращения одной молекулы АТФ в АМФ (что эквивалентно превращению двух молекул АТФ в АДФ). Образовавшийся в ходе реакции пирофосфат гидролизируется для обеспечения необратимости процесса (на схеме не показано).

- Под действием фермента аргининосукцинат-лиазы аргининосукцинат распадается на фумарат и аргинин.

- Аргинин в свою очередь гидролизируется при участии аргиназы (аргининогидролазы) с образованием мочевины и орнитина, который сразу же переносится в митохондрию и цикл повторяется вновь.

### Суммарное уравнение реакций
NH3 + CO2 + 3ATФ + аспарагиновая кислота + 2H2O → мочевина + фумарат + 2AДФ +2Фн+ АМФ + ФФн
Энергетический выход цикла составляет затрату четырёх макроэргических связей на одну молекулу мочевины, поскольку пирофосфат далее превращается до фосфата.
Следует заметить, что полученная в процессе реакции аргининосукциназы молекула фумарата снижает энергетическую стоимость цикла. Фумарат, реагируя с молекулой воды в цитозоле, дает малат. Малат же вступает в цикл Кребса и с помощью НАД окисляется. Продуктами этой реакции являются НАДH и оксалоацетат. НАДH вступает в дыхательную электронтранспортную цепь. Окисление НАДH дает примерно 2,5 молекул АТФ, следовательно, стоимость цикла мочевины после этих дополнительных реакций составляет 1,5 молекул АТФ.

## Клиническое значение
Нарушения цикла мочевины, например, в силу мутаций генов, кодирующих участвующие в цикле ферменты, приводят к заболеваниям цикла мочевины. Большинство таких заболеваний приводят к гипераммониемии.